# Dane Cook
Dane Jeffrey Cook (Cambridge, Massachusetts; 18 de marzo de 1972) es un actor y comediante estadounidense. Prestó la voz para el protagonista de la película Planes y su secuela Planes: Fire & Rescue.

## Biografía
Cook nació el 18 de marzo de 1972, en Cambridge, Massachusetts. Hijo de Donna Jean y
George F. Cook. Cook tiene un medio hermano mayor, Darryl, y cinco hermanas. Creció en una familia católica, y tiene ascendencia irlandesa. Cook fue criado en Arlington, Massachusetts, donde asistió a la Escuela Secundaria de Arlington.

## Carrera

### Trabajo temprano
En 1990, Cook comenzó a actuar en clubes de comedia. El 30 de octubre de 1992, Cook y un grupo de comediantes locales emergentes de improvisación / boceto estaban programados para aparecer en Boston Garden como parte de la estación de radio local WBCN en "Rock of Boston "concierto de música. Aunque anticiparon aparecer más temprano en la alineación, estaban programados para actuar entre la banda popular Spin Doctors y el acto final del titular Phish, lo que los puso algo nerviosos pero decididos a hacerlo bien. Momentos después de que subieron al escenario, sin embargo, la multitud, sin esperar ni apreciar un acto de comedia en esta etapa tardía del programa de la noche e impaciente porque Phish continuara, expresó su disgusto arrojando sus zapatos al escenario. Robert Kelly, también en el escenario como miembro del grupo de comedia, suplicó a la audiencia que se calmara y les permitiera realizar su acto; la multitud, en cambio, escaló a lanzar encendedores. Al sufrir heridas leves, Cook y el grupo de comedia abandonaron el escenario. Cook describió el incidente, así como lo abatido que se sentía y su determinación resultante de regresar algún día al Jardín de Boston y actuar con éxito algún día, como parte de una serie web para The Tonight Show titulada "Worst I Ever Bombed".

## Filmografía
| Año  | Personaje          | Título                       | Actor de doblaje           | Lugar     |
| ---- | ------------------ | ---------------------------- | -------------------------- | --------- |
| 2014 | Dusty Crophopper   | Aviones 2: Equipo al Rescate | Edson Matus                | México    |
| 2013 | Dusty Crophopper   | Aviones                      | Edson Matus                | México    |
| 2013 | Dusty Crophopper   | Aviones                      | Daniel del Roble (tráiler) | México    |
| 2012 | Comisario Hutchins | Armas, chicas y apuestas     | Christian Strempler        | México    |
| 2011 | Ryan               | Ninguna respuesta            | Ricardo Tejedo             | México    |
| 2011 | Director Verge     | Un asesino en la escuela     | Diego Brizzi               | Argentina |
| 2011 | Matt Williams      | Hawaii Cinco-0               | Víctor Covarrubias         | México    |
| 2008 | Tank Turner        | La novia de mi mejor amigo   | Roberto Molina             | México    |
| 2008 | Tank Turner        | La novia de mi mejor amigo   | Edson Matus                | México    |
| 2008 | Tank Turner        | La novia de mi mejor amigo   | Carlos Arraiz              | Venezuela |
| 2007 | Mitch              | Dan en la vida real          | Hugo Serrano               | México    |
| 2007 | Mitch              | Dan en la vida real          | Manuel Campuzano           | México    |
| 2007 | Charlie            | Novio por una noche          | Diego Brizzi               | Argentina |
| 2007 | Sr. Smith          | Mr. Brooks                   | Ricardo Tejedo             | México    |
| 2006 | Zack               | El empleado del mes          | Javier Gómez               | Argentina |
| 2005 | George             | London                       | Ricardo Mendoza            | México    |
| 2004 | Neil Luff          | Furia en dos ruedas          | Arturo Casanova            | México    |
| 2003 | Officer Fraioli    | Inseparablemente juntos      | ¿?                         | México    |
| 1999 | Nick Miranda       | Rescate explosivo            | Mario Castañeda            | México    |
| 1999 | Waffler            | Hombres misteriosos          | ¿?                         | México    |